# Kapela, Motovilci
Kapela v  Motovilcih se nahaja v vasi Motovilci, ki spada pod občino Grad,  spada pa tudi pod 
isto župnijo.

## Potreba po gradnji
V času, ko je še delovala podružnična šola v Kruplivniku, je župnik Ivan Kolenc mislil tudi na bogoslužni prostor, v katerem bi se zbirali šolarji tudi pri verskem pouku, saj v šoli verouka ni smel poučevati. Od vaščanov Motovilcev je prišla pobuda, da bi v vasi zgradili kapelo z namenom, da otroci  obiskujejo tu verouk.

## Potek gradnje
Z delom pri kapeli so začeli 15. septembra 1969 in jo do zime postavili v surovem stanju pod streho. Zidarska dela je pod vodstvom Kalmana Küronje iz Gornjih Petrovcev vestno vodil Anton Hüll iz Kruplivnika.
Večino zidarjev in vse pomožne delavce je dala vas sama kot udarnike. V veliko oporo župniku pri tem delu je bil domačin, novomašnik Jožef Gomboc, ki zasluži vse priznanje.
Spomladi leta 1970 so v livarni Ferraht v Žalcu naročili nov zvon. Težak je 200 kg in je intoniran na ton cis.
Oltar je provizoričen, lesen, naredil ga je Anton Kerec, mizar iz Motovilcev. Sliko Srca Jezusovega je narisal samouk Jože Ropoša iz Gomilic.

## Patron kapele
Kapela in zvon sta posvečena presvetemu Srcu Jezusovemu.
Novo kapelo in zvon je na 12. pobinkoštno nedeljo, t. j. 9. avgusta, 1970 blagoslovil mariborski škof dr. Maksimilijan Držečnik.